# Guillermo Pfund
Guillermo Nicolás Pfund (Tornquist, Provincia de Buenos Aires, Argentina; 30 de mayo de 1989) es un futbolista argentino. Juega como defensor y su primer equipo fue Deportivo Merlo. Actualmente milita en Sportivo Peñarol de San Juan del Torneo Federal A.

## Trayectoria

### Deportivo Merlo
Debutó en primera el 22 de febrero del 2010 en derrota 3-0 contra San Martín de San Juan. Fue expulsado por roja directa en su primer encuentro. 

### AC Bellinzona
Tuvo una experiencia por el fútbol europeo, fue en Suiza, donde llegó cedido por Vélez. Su debut fue en la victoria 2-1 contra Stade Nyonnais.

## Clubes
| Club                         | País        | Año       |
| ---------------------------- | ----------- | --------- |
| Deportivo Merlo              | Argentina   | 2010      |
| Vélez Sarsfield              | Argentina   | 2010-2011 |
| AC Bellinzona                | Suiza       | 2011-2012 |
| Deportivo Merlo              | Argentina   | 2012-2013 |
| Firpo                        | El Salvador | 2014      |
| Brown de Adrogué             | Argentina   | 2014-2017 |
| Barracas Central             | Argentina   | 2017-2018 |
| Comunicaciones               | Argentina   | 2018-2019 |
| Olimpo de Bahía Blanca       | Argentina   | 2019-2020 |
| Sportivo Peñarol de San Juan | Argentina   | 2021-2021 |

## Palmarés
| Título                  | Club             | País      | Año  |
| ----------------------- | ---------------- | --------- | ---- |
| Primera B Metropolitana | Brown de Adrogué | Argentina | 2015 |